# Aslak Sira Myhre

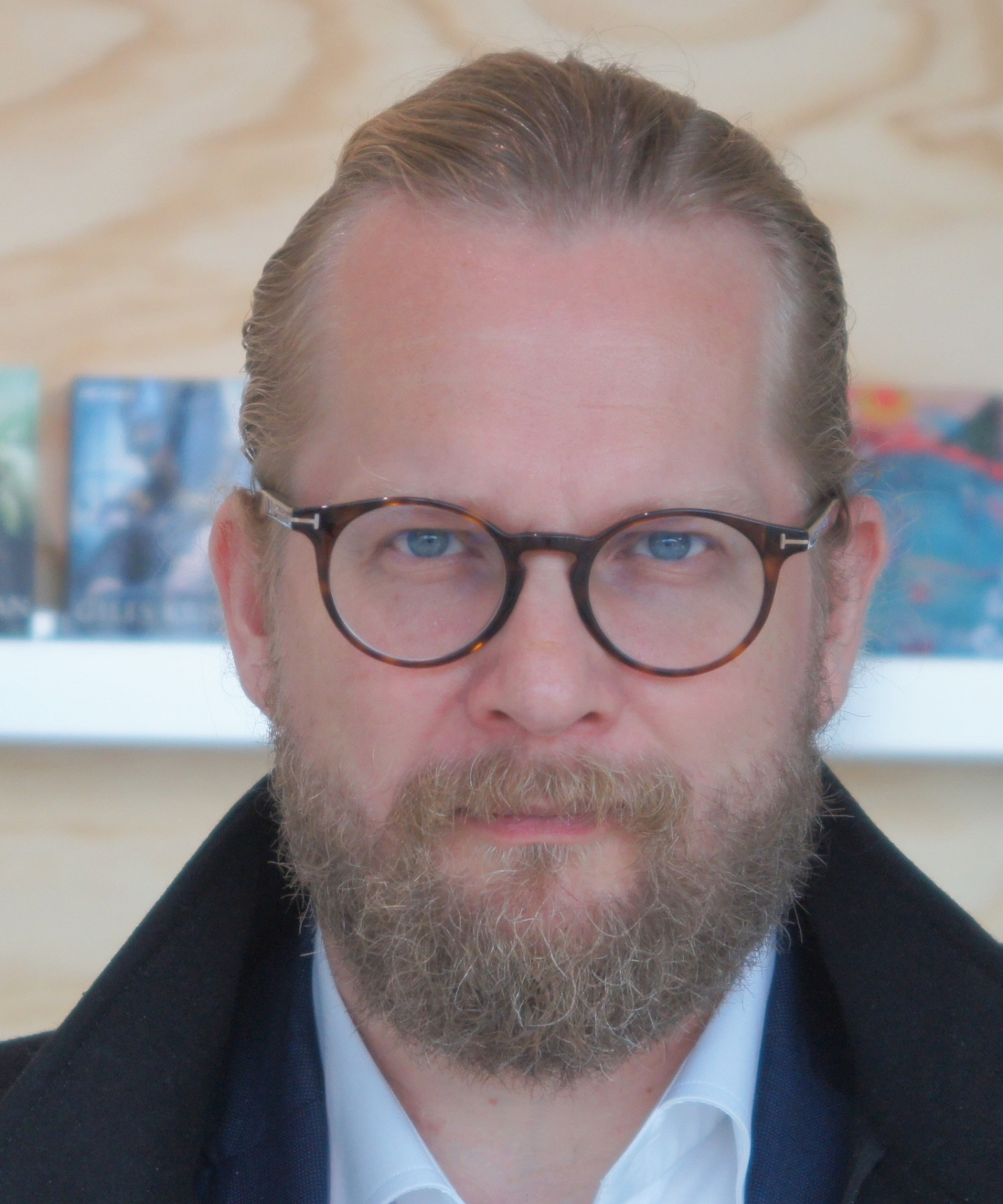
Aslak Sira Myhre (2019)

Aslak Sira Myhre (* 28. Mai 1973 in Stavanger) ist ein norwegischer Bibliothekar, Buchautor, Journalist und ehemaliger Politiker (RV, R). Seit Mai 2014 ist er Direktor („Nasjonalbibliotekar“) der Norwegischen Nationalbibliothek (NB).

## Leben
Myhre studierte Geschichte und Sozialanthropologie an der Universität Bergen. Sein Vater Eldar Myhre war ein bekannter Gewerkschaftsführer bei Aker Kvaerner. Als Sportjournalist war Myhre für die Tageszeitungen Klassekampen und Stavanger Aftenblad sowie in Radiosendungen von NRK tätig. Sein Kommentar zu den beiden Anschlägen am 22. Juli 2011 fand internationale Beachtung.
Myhre verfasste eine Reihe von Büchern, die Fußball oder Politik zum Thema hatten. Er leitete von 2006 bis 2014 als Geschäftsführer das Literaturhaus in Oslo. Von 2003 bis 2007 war er zudem Vorsitzender der Vereinigung „!les“. Diese setzt sich dafür ein, die Lesefreude von Kindern und Jugendlichen zu steigern.
Am 23. Mai 2014 ernannte Kulturministerin Thorhild Widvey für den Staatsrat Myhre zum Direktor der Nasjonalbibliotek. Sie bezeichnete ihn bei der Vorstellung als einen „erfahrenen, engagierten und visionären Leiter“. Am 12. August 2015 lancierten Widvey und Myhre eine „Nationale Bibliotheksstrategie“ für die Jahre bis 2018.

## Politik
Myhre engagierte sich in den neunziger Jahren für die Studenten an seiner Universität. Er war 1996 Mitglied des Vorstands der Universität Bergen und wurde 1997 Parteivorsitzender der Rød Valgallianse (RV, Rote Wahlallianz). Myhre saß von 1999 bis 2003 für die RV im Stadtrat von Stavanger. Im Jahr 2003 schied er aus beiden Ämtern aus. Bei den Parlamentswahlen kandidierte er vergeblich 1997 in Rogaland und 2001 in Oslo. In den Jahren 2009 und 2013 stand er auf der Wahlliste der Rødt (R, Rote) in Oslo.

## Familie
Myhre ist mit der Journalistin, Verlegerin und Kampfsportlerin Cathrine Sandnes verheiratet, die 1994 Europameisterschafts-Dritte im Kickboxen wurde. Das Paar hat zwei Töchter.

## Ehrungen
- 1999: «Fremtidens leder» der Junior Chamber
- 2008: Eckbos legaters Kulturpris
- 2015: Siddispris

## Schriften (Auswahl)
- Viking. Hjemmakamp. Falck, 2013.
- Makt, ofre og idioter. En antologi om makt i Rogaland. 2013. (Mit Ingeborg Sanner)
- Herskap og tjenere (Politische Essays). 2010.
- En god dag for fotball. 2006.
- En faktahest om politikk (Kinderbuch). 2006. (Beiträge und Illustrationen von Jens K. Styve)
- Hvem vokter vokterne? En studie i politisk overvåkning. Rød valgallianse, Oslo 2002.
- Temahefte om terror, imperialisme og RV. Rød valgallianse, Oslo 2001.